# The Thinning
The Thinning è un film thriller di fantascienza statunitense del 2016 diretto da Michael J. Gallagher

## Trama
Nel 2039 la Terra è sovrappopolata. Le Nazioni Unite dichiarano che tutte le nazioni devono ridurre ogni anno la loro popolazione del 5%. Gli Stati Uniti implementano il 10-241 o "Thinning", un test standardizzato in cui vengono giustiziati coloro che falliscono.
Blake Redding, figlio del governatore del Texas Dean Redding, sta uscendo con una ragazza di nome Ellie Harper, nessuno dei due studia per l'esame. Blake supera il test, mentre Ellie non riesce. Blake chiama suo padre nel tentativo di liberare Ellie, ma rifiuta.
Il giorno del suo ultimo esame un anno dopo, Blake fa un video in cui dice che fallirà di proposito l'esame per testare la lealtà di suo padre. Redding prende atto di questo annuncio e il test manager Mason King riceve l'ordine di far superare Blake indipendentemente dal suo punteggio. Mason scambia il suo punteggio con la geniale compagna di classe Laina, superando Blake. L'insegnante la signora Birch porge segretamente a Laina una chiave magnetica in modo che possa aprire le porte e scappare. Blake oscura la scuola, permettendo a Laina di scappare. Ciò, tuttavia, diventa impossibile quando la scuola va in black out. Dopo aver usato la chiave magnetica, Laina incontra Blake.
Laina va nella stanza del server per controllare i punteggi. Scopre che i punteggi dei test vengono mescolati, provocando la morte ingiusta di molti studenti con punteggi elevati, come Ellie. Laina lo dà alla sua amica Kellan, che è amica di un conduttore di notizie . L'alimentazione viene accesa e Laina viene ripresa dalla telecamera e portata al Diradamento. Blake, ancora travestito, tenta di rilasciare tutti gli studenti falliti, ma litiga con altre guardie. Dopo che le foto sono trapelate, Redding non ha altra scelta che giustiziare tutti coloro che hanno effettivamente fallito, incluso Blake. Alla fine Laina si riunisce con la sorella minore Corrine e la signora Birch, che si prende cura di Corrine dalla morte della madre.
Blake e gli altri vengono mostrati in un grande ascensore sotterraneo, dove molte persone lavorano per l'azienda tecnologica Assuru Global. Quando Blake si sveglia lentamente da quella che in realtà è una droga per dormire, vede la ragazza bionda che lavora: Ellie.